# アローエクスプレス
 アローエクスプレス（欧字名:Arrow Express、1967年4月10日 - 1991年3月5日）は、日本の競走馬、種牡馬。
1969年の朝日杯3歳ステークス、京成杯3歳ステークスを制し、同年の啓衆社賞最優秀3歳牡馬を受賞。1970年のクラシック戦線ではタニノムーティエとライバル関係を築き、一連の対戦はそれぞれのイニシャルを取り「AT対決」と呼ばれた。また、種牡馬として大きな成功を収め、1980年、1981年度全日本リーディングサイアーを獲得。クモハタ以来史上2頭目の内国産リーディングサイアーとなった。
半姉に重賞2勝を挙げたミオソチス（父メイヂヒカリ）、全弟のトルーエクスプレス、半弟に種牡馬のサンシャインボーイ（父テスコボーイ）、甥に皐月賞優勝馬ファンタストがいる。

## 経歴

### デビューまで
1967年、北海道静内町の三沢牧場に生まれる。本馬の馬主である伊達秀和は、本業を他に持ちながら血統などの研究熱心なことで知られ、父母は共に伊達自らが導入した繁殖馬であり、実質的に伊達の生産馬である。母ソーダストリームは20世紀有数の馬産家アーガー・ハーン3世が生産した良血馬であり、本馬はその6頭目の産駒で初めての牡馬だった。
その馬体は幼駒の頃から大柄であったが、脚が外向しており、馬の購買に牧場を訪れた調教師の阿部正太郎は「競走馬にはなれない」という見解を示すなど、管理先はすぐには決まらなかった。最終的に調教師として厩舎を開業したばかりで姉ミオソチスの主戦騎手を務めた高松三太が管理を希望し、競走年齢の3歳に達した1971年、中山競馬場白井分場の高松厩舎に入った。
調教が始められると抜群の走りを見せ始める。デビュー前のある日の調教では、1000メートルを65秒で走ることが新馬戦勝利の目安とされていた時代に、61秒というタイムを出した。この時、時計の故障を疑った高松に、隣でその走りを見ていた境勝太郎が「壊れてない」と、能力に呆れたような様子で訂正したというエピソードが伝えられている。

### 競走馬時代

#### デビュー、6連勝
9月20日、地元中山競馬場の新馬戦でデビュー。高松厩舎に所属していた当時若手騎手の柴田政人が騎乗し、芝1000m日本レコードタイの58秒9というタイムで勝利した。続く条件戦も2馬身半差で勝利、重賞初出走の京成杯3歳ステークスでは、柴田が盲腸炎に罹っていたため加賀武見に乗り替わり、2着に3馬身差を付けて勝利した。続くオープン戦は柴田で勝利し、12月に迎えた関東の3歳王者戦・朝日杯3歳ステークスでは再び加賀が騎乗した。当時のアローは脚部不安を抱え、球節に注射を打つなどしていたが、レースでは芝1600mの3歳レコードを一挙に0.8秒更新して優勝し、5戦5勝でシーズンを終えた。当年、最優秀3歳牡馬に選出された。翌年のクラシックへの最有力候補と目されると同時に、9戦7勝で関西の3歳王者となったタニノムーティエとの対戦に期待が寄せられた。
翌1970年初戦は、鞍上を柴田に戻して京成杯に出走した。高松は伊達に休養を進言したが出走は強行され、仕上げの調教が行われないままの出走となった。レースでは最終コーナーで抜け出しに手間取り、ゴール寸前でマツノテンランをハナ差捉える辛勝となった。一方で、この勝利は柴田にとってはキャリア初の重賞勝利であった。

#### タニノムーティエとの対戦
その後、クラシック初戦・皐月賞への前哨戦としてスプリングステークスに出走、同じく皐月賞に備えて東上してきたタニノムーティエとの初対戦となった。レースではアローが先行集団を見、ムーティエが後方に控えるという展開で進んだ。最後の直線に入るとアローが先頭に立ったが、追い込んだムーティエにゴール直前で捉えられ、3/4馬身差で初の敗戦を喫した。
皐月賞に臨むに当たり、高松は引き続き柴田の騎乗を望んでいたが、伊達が加賀への乗り替わりを指示し、皐月賞は加賀での出走となった。当日はムーティエ1番人気、アローは2番人気となった。レースでは先行して進んだが、第3コーナーで突如として失速し、中団待機策を取っていたムーティエの直前まで後退、直線ではムーティエと激しい競り合いとなったが、ゴール前でクビ差遅れての2着に終わった。途中後退のはっきりとした理由は不明であり、重馬場に脚を取られたとも、加賀の作戦だったとも言われている。
続くNHK杯（ダービートライアル）はアローが1番人気に支持されると、先行策からゴールまで押し切り、スタートで出遅れたムーティエを2馬身半退け勝利した。
迎えた東京優駿（日本ダービー）では、「AT対決」の大一番として関東・関西のファンを二分した盛り上がりとなった。当日はアローが41.8%の単勝支持を受けて1番人気、前走で敗れたムーティエが2番人気となった。しかしアローは当日朝に追加の調教を行ったことが悪影響を及ぼし、競走前から発汗著しく焦れ込みを見せた。レースは先団を進んだが、後方から進出してきたムーティエに合わせてスパートを掛けようとした際、進路が塞がるという不利もあり、ムーティエの二冠達成の後方で5着に終わった。翌日、朝日新聞東京版は「憎き関西勢 アロー下し3着までを独占」との見出しで、競馬の扱いとしては異例の四段抜きで結果を報じた。

#### 不振、引退
夏は休養に充て、秋はクラシック最終戦の菊花賞を目標に、10月4日のセントライト記念からの始動を予定していた。しかし感冒で出走を取り消し、20日後に京都新聞杯で改めて復帰した。ムーティエと5度目の対戦となったが、同馬は夏の間に喘鳴症を発症して競走能力が著しく減退した状態にあった。レースでタニノムーティエは6着に敗れ、アローはタマホープを捉えきれずクビ差の2着と敗れた。迎えた菊花賞では1番人気に支持されたが、周回2周目の第3コーナーで一旦先頭に立った場面が唯一の見せ場という内容で、ダテテンリュウの9着と大敗を喫した。一方、クラシック三冠を狙い出走していたムーティエは11着に終わり、これを最後に引退した。
年末のグランプリ競走有馬記念では、スピードシンボリ、アカネテンリュウ、ダテテンリュウの競り合いから3馬身離された4着に終わった。その後脚部不安を生じて休養に入り、翌1971年9月にスプリンターズステークスで復帰した。アローのスピードが活かせる距離として1番人気に支持されたが、再度の4着と敗れた。この結果に陣営は大きなショックを受け「これ以上惨めな姿は見せたくない」との思いから、これを最後に引退、種牡馬入りとなった。

### 種牡馬時代
引退後は北海道新冠町のマツケン農場で繋養された。優れたスピード能力と良血が評価され、交配頭数は初年度72頭、2年目と3年目には100頭以上と、当時冷遇されていた内国産種牡馬としては異例の人気を集めた。初年度産駒からはテイタニヤが1976年の桜花賞と優駿牝馬（オークス）を制し、アローが勝てなかったクラシック制覇を達成。1980年、1981年には中央・地方を合わせた全日本リーディングサイアーを獲得した。
以降も桜花賞優勝馬リーゼングロス、オークス優勝馬ノアノハコブネなど、毎年の産駒から重賞勝利馬を輩出。1970年代後半にトウショウボーイ、マルゼンスキーらが種牡馬入りするまで、シンザンと並び内国産種牡馬の筆頭格として活躍を続けた。また、概して牝馬の活躍が多かったものの、競走馬としては重賞1勝に留まったリードワンダーが、後継種牡馬として数々の重賞勝利馬を輩出した。しかし、父系としては先細りとなり、現在は衰退している。また、牝馬の活躍馬が多かったにもかかわらず、（産駒が繁殖牝馬として相当数デビューした）2000年以前にリーディングサイアーとなった種牡馬の中で唯一、ブルードメアサイアーとして八大競走の勝ち馬を、さらに広げてもGI・JpnI競走に相当する大レースの勝ち馬を出していない。
1988年6月15日付で、高齢により生殖能力を失い用途変更、種牡馬引退となった。その後は伊達が経営するサンシャイン牧場に移り、2歳馬と共に放牧されて「目付役」を任された。わがままな若駒でも、アローには素直に従ったという。以後晩年まで健康を保っていたが、1991年の3月に入り急速な衰弱を見せ、同月5日に老衰で死亡した。タニノムーティエ死亡から24日後の出来事であった。タニノムーティエは種牡馬としては失敗に終わったことから、「競走馬としてはタニノムーティエが勝ち、種牡馬としてはアローエクスプレスが勝った」とも評される。

## 競走成績
| 年月日 | 年月日 | 年月日 | 競馬場 | 競走名           | 頭数 | 人気 | 着順 | 距離（状態）  | タイム  | 着差    | 騎手     | 斤量 [kg] | 勝ち馬/（2着馬）     |
| 1969   | 9.     | 20     | 中山   | 3歳新馬          | 11   | 1    | 1着  | 芝1000m（良） | R58.9   | 3 1/2身 | 柴田政人 | 51        | （ブリーズターフ）   |
|        | 10.    | 4      | 中山   | サルビア賞       | 10   | 1    | 1着  | 芝1200m（稍） | 1:11.7  | 2 1/2身 | 柴田政人 | 52        | （モトイチオー）     |
|        | 11.    | 2      | 中山   | 京成杯3歳S       | 7    | 1    | 1着  | 芝1200m（良） | 1:10.7  | 3身     | 加賀武見 | 51        | （エドジョウ）       |
|        | 11.    | 30     | 東京   | 3歳オープン      | 8    | 1    | 1着  | 芝1400m（稍） | 1:28.6  | 3身     | 柴田政人 | 54        | （ヒダプレジデント） |
|        | 12.    | 14     | 中山   | 朝日杯3歳S       | 13   | 1    | 1着  | 芝1600m（良） | R1:36.2 | 2 1/2身 | 加賀武見 | 52        | （クリシバ）         |
| 1970   | 1.     | 11     | 中山   | 京成杯           | 11   | 1    | 1着  | 芝1600m（良） | 1:37.1  | ハナ    | 柴田政人 | 55        | （マツノテンラン）   |
|        | 3.     | 22     | 中山   | スプリングS      | 13   | 2    | 2着  | 芝1800m（良） | 1:50.0  | 0.0秒   | 柴田政人 | 55        | タニノムーティエ     |
|        | 4.     | 12     | 中山   | 皐月賞           | 12   | 2    | 2着  | 芝2000m（重） | 2:07.9  | 0.0秒   | 加賀武見 | 57        | タニノムーティエ     |
|        | 5.     | 10     | 東京   | NHK杯            | 10   | 1    | 1着  | 芝2000m（不） | 2:08.5  | 2 1/2身 | 加賀武見 | 55        | （タニノムーティエ） |
|        | 5.     | 24     | 東京   | 東京優駿         | 22   | 1    | 5着  | 芝2400m（良） | 2:31.2  | 1.2秒   | 加賀武見 | 57        | タニノムーティエ     |
|        | 10.    | 4      | 中山   | セントライト記念 | 9    |      | 取消 | 芝2200m（稍） |         |         | 柴田政人 | 56        | クリシバ             |
|        | 10.    | 25     | 京都   | 京都杯           | 9    | 3    | 2着  | 芝1800m（稍） | 2:04.5  | 0.0秒   | 柴田政人 | 56        | タマホープ           |
|        | 11.    | 15     | 京都   | 菊花賞           | 16   | 1    | 9着  | 芝3000m（稍） | 3:12.0  | 1.6秒   | 加賀武見 | 57        | ダテテンリュウ       |
|        | 12.    | 20     | 中山   | 有馬記念         | 11   | 7    | 4着  | 芝2500m（良） | 2:36.3  | 0.6秒   | 柴田政人 | 57        | スピードシンボリ     |
| 1971   | 9.     | 26     | 中山   | スプリンターズS  | 7    | 1    | 4着  | 芝1200m（重） | 1:12.5  | 1.0秒   | 柴田政人 | 54        | ケンサチオー         |

- タイム欄のRはレコード勝ちを示す。

## 主な産駒
太字は勝利した八大競走またはGⅠ級競走。
- 1973年産
  - テイタニヤ（桜花賞、優駿牝馬、クイーンカップ）
- 1974年産
  - アローバンガード（カブトヤマ記念）
- 1975年産
  - アグネスプレス（小倉記念、スワンステークス）
  - フラストメア（京都大障害・秋）
- 1977年産
  - ジュウジアロー（牝馬東京タイムズ杯、新潟記念、毎日王冠、京王杯オータムハンデキャップ、カブトヤマ記念）
- 1978年産
  - リードワンダー（きさらぎ賞）
  - キンセイパワー（カブトヤマ記念）
- 1979年産
  - リーゼングロス（桜花賞、東京4歳牝馬特別）
  - イーストボーイ（京成杯3歳ステークス、京王杯スプリングハンデキャップ）
  - アローボヘミアン（中京記念、愛知杯）
  - スナークアロー（小倉大賞典、小倉記念）
  - ワイエムアロー（愛知杯）
  - アローハマキヨ（地方2勝、サラブレッド最長寿記録保持馬[19]）
- 1980年産
  - ブルーダーバン（京成杯）
- 1981年産
  - ファイアーダンサー（京都牝馬特別）
- 1982年産
  - ノアノハコブネ（優駿牝馬）
  - キッポウシ（カブトヤマ記念）
- 1983年産
  - タケノコマヨシ（神戸新聞杯、京都新聞杯）
  - エイシンリゲイン（サファイヤステークス）

### ブルードメアサイアーとしての主な産駒
- 1981年産
  - リキサンパワー（父オーバーサーブ、札幌記念、フェブラリーハンデキャップ）
- 1983年産
  - レイクブラック（父ニゾン、福島記念）
- 1984年産
  - メークアスマート（父マタボーイ、新潟大賞典）
- 1985年産
  - キリパワー（父パーソロン、目黒記念）
  - ツジノショウグン（父ターゴワイス、クリスタルカップ、朝日杯3歳ステークス2着）
  - トウショウアロー（父トウショウボーイ、中日新聞杯）
- 1986年産
  - ヒカルダンサー（父ナイスダンサー、牝馬東京タイムズ杯）
  - レイクダービー（父キングオブダービー、新潟記念[注 3]）
- 1987年産
  - リーゼンシュラーク（父ハードツービート、七夕賞）
  - トウショウアイ（父トウショウボーイ、エリザベス女王杯2着）
- 1988年産
  - ストロングカイザー（父ホリスキー、セントライト記念）
  - マチカネオトコヤマ（父ミスターシービー、ステイヤーズカップ）
  - イチヨシクイーン（父ヤマニンスキー、新潟グランプリ）
- 1989年産
  - マチカネタンホイザ（父ノーザンテースト、目黒記念、アメリカジョッキークラブカップ、高松宮杯、ダイヤモンドステークス）
  - アサカリジェント（父パークリージェント、弥生賞）
- 1990年産
  - エリモフォーサイト（父リヴリア、阪神障害ステークス・春）
- 1991年産
  - ツルマルガール（父サッカーボーイ、朝日チャレンジカップ、ツルマルボーイの母）
- 1992年産
  - ジョージタイセイ（父ミルジョージ、東京ダービー、星雲賞、京浜盃、黒潮盃、荒尾・中津交流サラブレッドグランプリ）
- 1994年産
  - ツルマルガイセン（父ヤマニンスキー、中日新聞杯、カブトヤマ記念）
- 1998年産
  - シングルトラック（父サンシャインフォーエヴァー、クラウンカップ）
- 2000年産
  - オペラコロナリー（父グランドオペラ、兼六園ジュニアカップ）
  - マイニングプレス（父マイニング、こまくさ賞）

## エピソード

### 柴田政人とアローエクスプレス
当時3年目の柴田政人とアローエクスプレスの出会い、皐月賞を前にしての乗り替わりは、年長の実力者に騎乗馬を掠われる若手騎手の悲哀を象徴する例として、そして柴田の飛躍の契機と、高松との強い結び付きを示すエピソードとして、しばしば語られている。
皐月賞の前、柴田に加賀武見への騎手変更が宣告された当日、柴田は内心で納得が行かず、夜になって深酒をして過ごした。そして高松の自宅に赴くと、「自分が何かミスをしたのか、言ってみてくれ」と涙ながらに高松を問い詰めた。この時柴田は殴られる覚悟であったというが、高松もまた涙を流し始め、「誰よりも自分が乗せてやりたいが、馬主もファンも許さない。アローは日本一になれる馬だから、日本一の騎手を乗せる。悔しかったら加賀武見を超える騎手になれ」と諭したという。
この言葉を受けて柴田も引き下がったが、この経験が後の柴田の騎手人生に取って大きな糧となった。その後柴田は数々の大競走を制し、1988年には全国リーディングジョッキーも獲得した。柴田は後に「僕は大レースでアローに乗れなかったお陰で、一人前の騎手になれた。一日も早く一人前の騎手になって、アローに恩を返したいという一念が、どうにか今の自分に繋がった」と感謝の念を語っている。時代の経過と共にフリーランスで活動する騎手が増えていく中、柴田は引退まで高松三太とその子・邦男の2代に渡って高松厩舎で騎手を続けた。また、柴田を降板させた伊達とも良好な関係を築いており、ファンタスト、ブロケードといった所有馬に騎乗してクラシック優勝を果たしている。

## 血統表
| アローエクスプレスの血統（グレイソヴリン系／Precipitation5×3=15.62% Fairway4×4=12.50%） | アローエクスプレスの血統（グレイソヴリン系／Precipitation5×3=15.62% Fairway4×4=12.50%） | アローエクスプレスの血統（グレイソヴリン系／Precipitation5×3=15.62% Fairway4×4=12.50%） | （血統表の出典） | （血統表の出典） |
| 父 *スパニッシュイクスプレス Spanish Express 1962 鹿毛                                  | 父の父Sovereign Path 1956 芦毛                                                          | Grey Sovereign                                                                          | Nasrullah        | Nasrullah        |
| 父 *スパニッシュイクスプレス Spanish Express 1962 鹿毛                                  | 父の父Sovereign Path 1956 芦毛                                                          | Grey Sovereign                                                                          | Kong             |                  |
| 父 *スパニッシュイクスプレス Spanish Express 1962 鹿毛                                  | 父の父Sovereign Path 1956 芦毛                                                          | Mountain Path                                                                           | Bobleigh         | Bobleigh         |
| 父 *スパニッシュイクスプレス Spanish Express 1962 鹿毛                                  | 父の父Sovereign Path 1956 芦毛                                                          | Mountain Path                                                                           | Path of Peace    |                  |
| 父 *スパニッシュイクスプレス Spanish Express 1962 鹿毛                                  | 父の母Sage Femme 1954 栗毛                                                              | Le Sage                                                                                 | Chamossaire      | Chamossaire      |
| 父 *スパニッシュイクスプレス Spanish Express 1962 鹿毛                                  | 父の母Sage Femme 1954 栗毛                                                              | Le Sage                                                                                 | Miss Know All    |                  |
| 父 *スパニッシュイクスプレス Spanish Express 1962 鹿毛                                  | 父の母Sage Femme 1954 栗毛                                                              | Sylvia's Grove                                                                          | Fairway          | Fairway          |
| 父 *スパニッシュイクスプレス Spanish Express 1962 鹿毛                                  | 父の母Sage Femme 1954 栗毛                                                              | Sylvia's Grove                                                                          | Trustful         |                  |
| 母 *ソーダストリーム Soda Stream 1953 栃栗毛                                            | 母の父Airborne 1943 芦毛                                                                | Precipitation                                                                           | Hurry On         | Hurry On         |
| 母 *ソーダストリーム Soda Stream 1953 栃栗毛                                            | 母の父Airborne 1943 芦毛                                                                | Precipitation                                                                           | Double Life      |                  |
| 母 *ソーダストリーム Soda Stream 1953 栃栗毛                                            | 母の父Airborne 1943 芦毛                                                                | Bouquet                                                                                 | Buchan           | Buchan           |
| 母 *ソーダストリーム Soda Stream 1953 栃栗毛                                            | 母の父Airborne 1943 芦毛                                                                | Bouquet                                                                                 | Hellespont       |                  |
| 母 *ソーダストリーム Soda Stream 1953 栃栗毛                                            | 母の母Pangani 1945 栗毛                                                                 | Fair Trial                                                                              | Fairway          | Fairway          |
| 母 *ソーダストリーム Soda Stream 1953 栃栗毛                                            | 母の母Pangani 1945 栗毛                                                                 | Fair Trial                                                                              | Lady Juror       |                  |
| 母 *ソーダストリーム Soda Stream 1953 栃栗毛                                            | 母の母Pangani 1945 栗毛                                                                 | Clovelly                                                                                | Mahmoud          | Mahmoud          |
| 母 *ソーダストリーム Soda Stream 1953 栃栗毛                                            | 母の母Pangani 1945 栗毛                                                                 | Clovelly                                                                                | Udaipur F-No.3-e |                  |

父スパニッシュイクスプレスは1964年のミドルパークステークス優勝馬。伊達秀和が輸入し、ほかにタカイホーマらを輩出したが、日本では供用3年のみで事故により早世した。4代母ウダイプールは1932年のエプソムオークス優勝馬であり、その子孫に数々の名種牡馬を出している「種牡馬族」の系統である。近親に日本で7度のリーディングサイアーとなったヒンドスタン、アメリカで11頭のG1優勝馬を出したワイルドアゲインなど。1982年の東京優駿優勝馬バンブーアトラスも同じ牝系に属する。